# Comedy-Festival

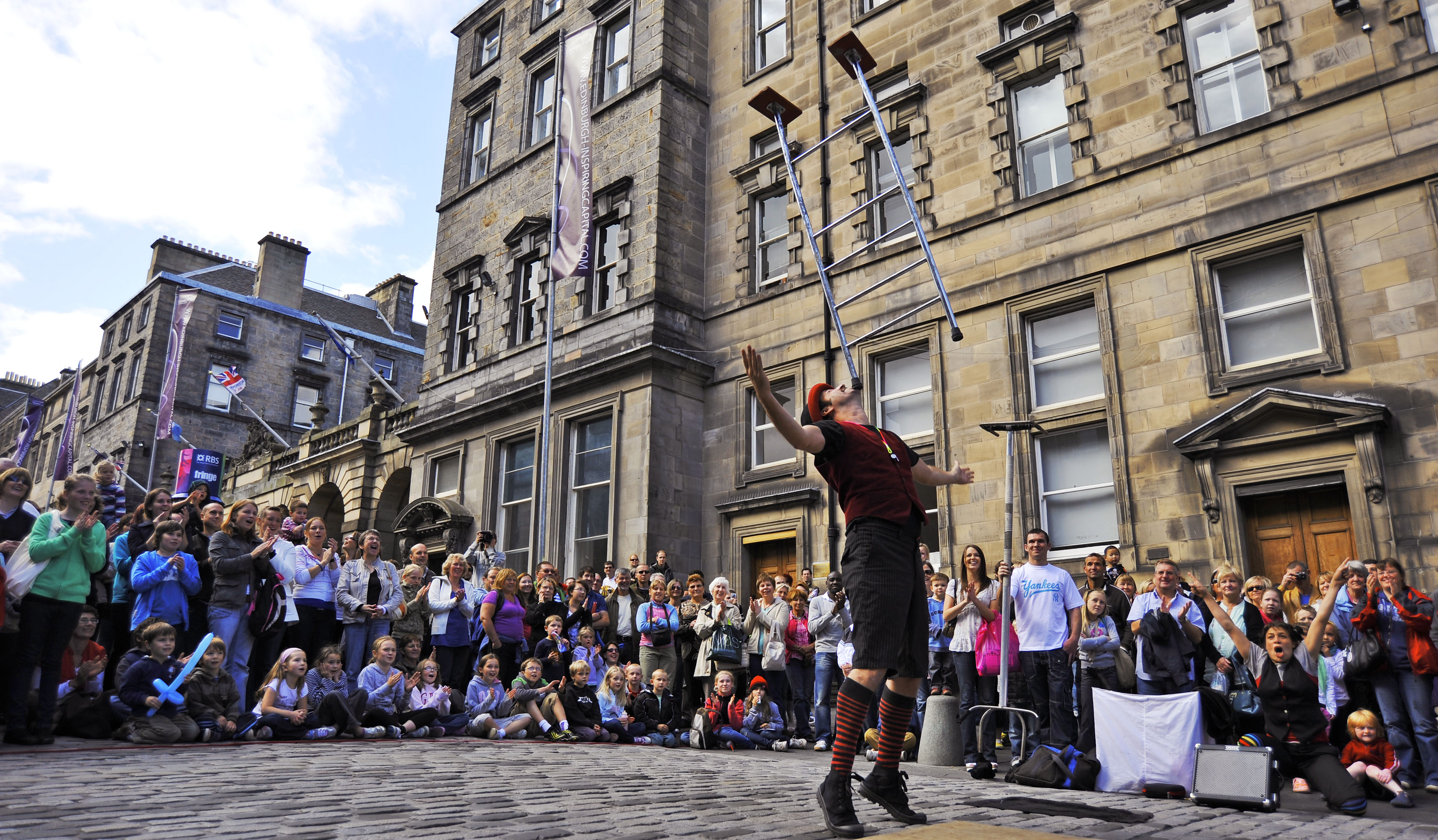
Edinburgh Festival Fringe, United Kingdom, Scotland, comedy festival

Ein Comedy-Festival ist ein Fest der Comedy mit vielen Shows, Veranstaltungsorten und Comedy-Künstlern (z. B. Stand-up-Comics, Sketch-Truppen, Varieté-Künstler usw.), das in einem bestimmten Zeitraum stattfindet. Normalerweise bietet jedes Festival ein breites Spektrum an Comedy-Themen und -Genres.

## Comedy festivals
Eine unvollständige Liste der bekannten Comedy-Festivals umfasst:
- Skankfest
- The Portland Comedy Festival
- Moontower Comedy Festival
- Leicester Comedy Festival, Leicester, England
- Algé'rire, Algier, Algerien, das größte Comedy-Festival des Landes
- ComediHa! Fest-Québec (in Québec City, Kanada, eines der größten internationalen Comedy-Festivals der Welt)
- JFL NorthWest
- Big Pine Comedy Festival
- Edinburgh Festival Fringe
- Glasgow International Comedy Festival (Europas größtes Comedy-Festival)
- Melbourne International Comedy Festival
- YYComedy Festival
- RuhrHochDeutsch (Dortmund, Deutschland) (Deutschlands größtes und längstes Comedy-Festival, mit einer Länge von fast 100 Tagen)
- Cologne Comedy Festival
- Juste pour rire (auch: Just for Laughs), Montreal, Kanada (Größtes internationales Comedy-Festival der Welt)
- Iowa Comedy Festival
- Birmingham Comedy Festival
- Great Plains Comedy Festival
- Winnipeg Fringe Theatre Festival
- HK International Comedy Festival
- Motor City Comedy Festival, Detroit, Michigan
- Ha Ha Harvest Comedy Festival - Portland
- Kilkenny Cat Laughs Comedy Festival
- Perth International Comedy Festival
- Sydney Comedy Festival
- World's Funniest Island
- New Zealand International Comedy Festival
- Busan International Comedy Festival
- Lucille Ball Comedy Festival
- Xanthi Comedy Festival - Greece
- Bris Funny Fest
- Stand Up Fest - Indonesia
- Brisbane Comedy Festival
- SF Sketchfest - San Francisco Comedy Festival
- Toronto Sketch Comedy Festival
- Machynlleth Comedy Festival, Machynlleth, Wales